# Třída Fubuki
Třída Fubuki (japonsky: 吹雪型 Fubuki-gata) sestávala z dvaceti čtyř „torpédoborců první třídy“ (一等駆逐艦 ittó kučikukan) japonského císařského námořnictva, postavených v letech 1926 až 1933. Jednotky třídy Fubuki byly prvními „speciálními torpédoborci“ (特型駆逐艦 tokugata kučikukan) císařského námořnictva. Velikostí i výzbrojí překonávaly všechny dosavadní japonské i zahraniční torpédoborce. Své konkurenty překonávaly jak silnou torpédovou vyzbrojí, tak i silnou dělostřeleckou výzbrojí složenou ze šesti 127mm kanónů ve třech zakrytých dělových věžích. Novinkou byl rovněž uzavřený můstek.
Z 24 postavených jednotek byla jedna ztracena při kolizi v roce 1934. Dalších 21 jednotek bylo ztraceno během bojů v Pacifiku. Osm z nich měly na svědomí letadla a stejný počet padl za oběť ponorkám. Čtyři jednotky byly ztraceny při střetech s americkými hladinovými plavidly a jedna jednotka najela na minu. Pouze dvě jednotky válku přežily a jedna z nich byla následně předána sovětskému námořnictvu.

## Pozadí vzniku

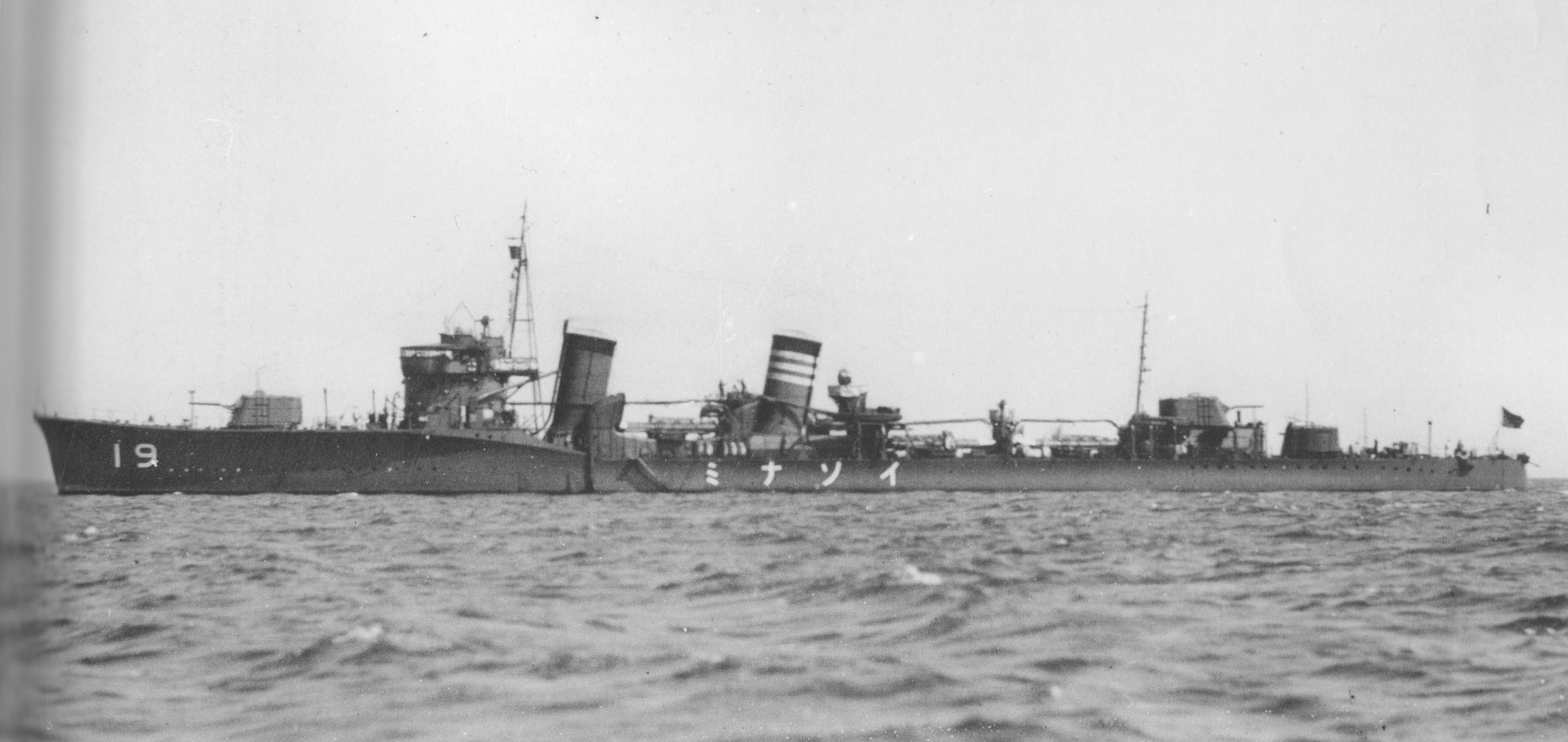
Isonami – 9. jednotka I. série – v roce 1939. Všimněte si vyústění větráků vedle předního komína, dělových věží modelu A pro 127mm děla, nezakrytovaných torpédometů a uzavřeného můstku.

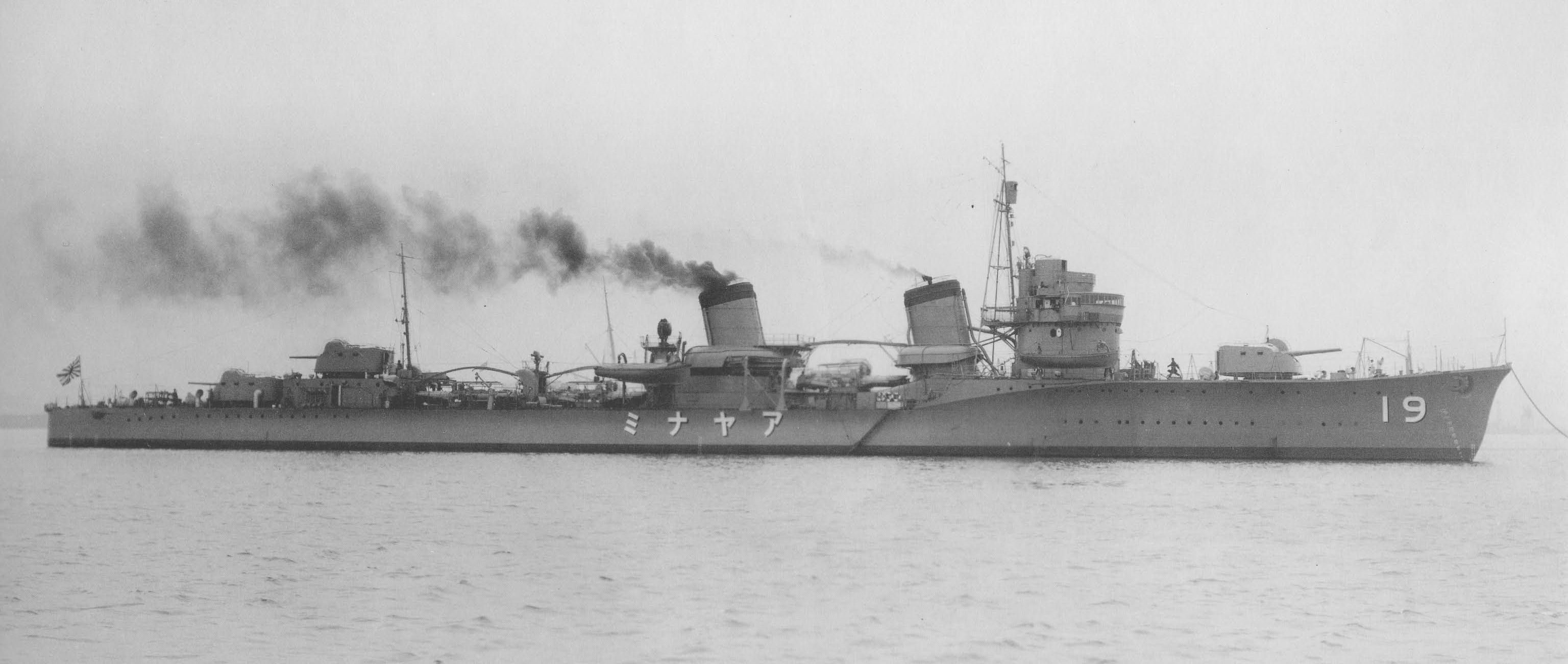
Ajanami – 1. jednotka II. série – v roce 1930. Všimněte si 127mm děl umístěných již v dělových věžích modelu B a lemu chránícího vyústění větrání kotelen na předním komínu.

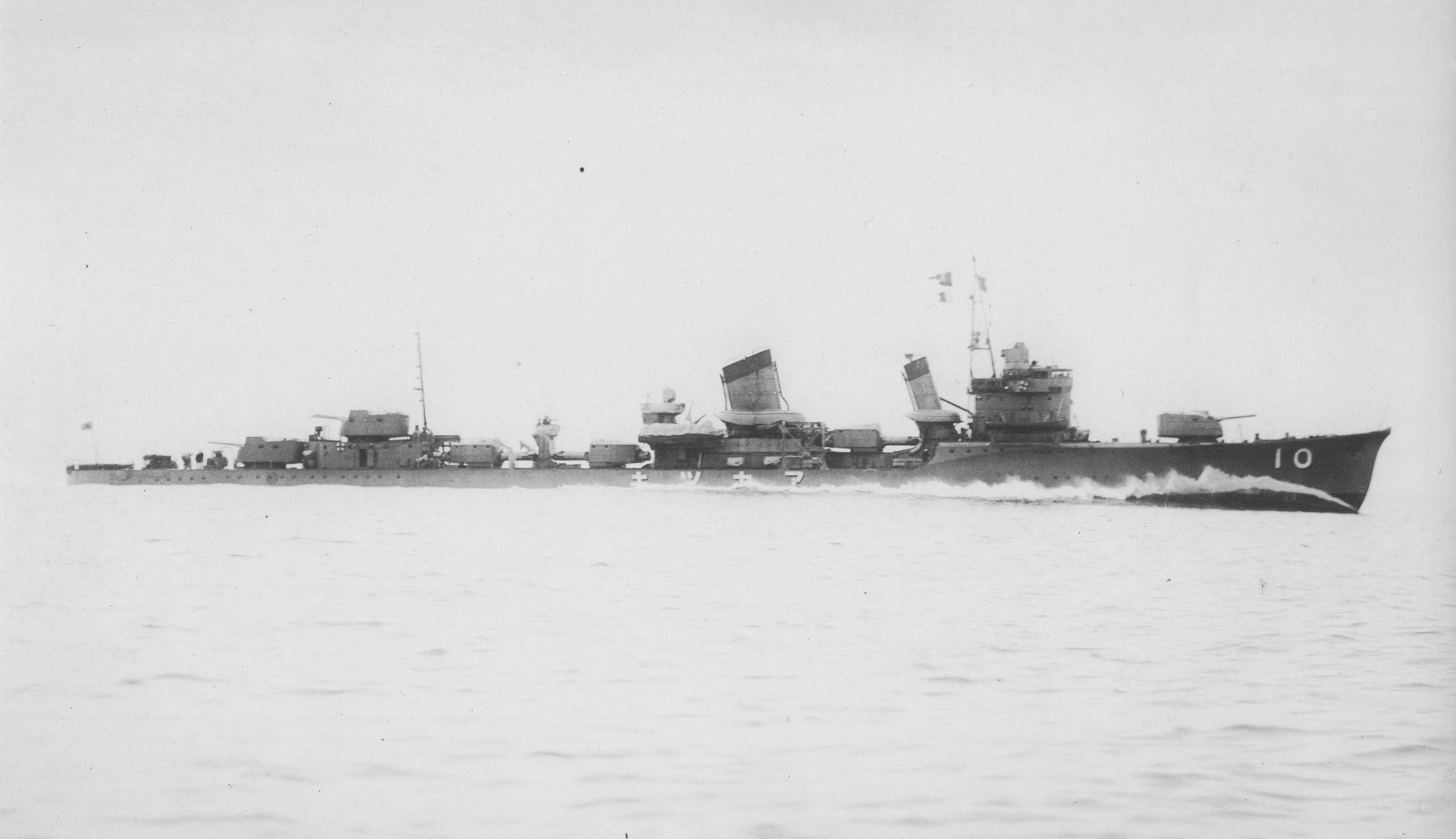
Akacuki – 1. jednotka III. série – v roce 1937. Všimněte si menšího předního komínu, který na III. sérii zajišťoval odvod spalin pouze z jednoho kotle. Hlavní nástavba je již snížena na čtyři úrovně.

Podepsáním washingtonské dohody se Japonsko zavázalo omezit výstavbu těžkých plavidel a dodržovat poměr 5:5:3 (Británie:USA:Japonsko) ve standardním výtlaku bitevních lodí a bitevních křižníků. Kvantitativní převahu předpokládaného příštího nepřítele – US Navy – se císařské námořnictvo snažilo vyrovnat kvalitativní převahou. Štáb císařského námořnictva (軍令部 gunreibu) proto vznesl požadavek na konstrukci nových torpédoborců, které by svojí údernou silou překonávaly své západní protějšky.
Podle požadavku z 10. října 1922 měly nové torpédoborce nést výzbroj čtyř 120 nebo 127mm kanónů, jedno 76mm protiletadlový kanón a šest 610mm torpédometů. Měly dosahovat rychlosti 40 uzlů (74,1 km/h) a to vše při výtlaku 2000 T. Bylo plánováno postavit 36 jednotek. Projekt F 42 z 18. května 1924 již počítal s výzbrojí čtyř 127mm děl ve dvou dvouhlavňových věžích, jedním 76mm protiletadlovým dělem a třemi tříhlavňovými 610mm torpédomety – to při výtlaku 1900 T a rychlosti 39 uzlů (72,2 km/h). Z F 42 vycházela modifikace, která měla při pouhých 1650 T výtlaku, 38 uzlech (70,4 km/h) a zachování devíti torpédometů nést hlavňovou výzbroj složenou ze šesti 127mm (3xII), jednoho 76mm a čtyř 40mm kanónů. Následující projekt F 43 pak počítal rovněž s devíti torpédomety a s hlavňovou výzbrojí složenou ze šesti 127mm (3xII), jednoho 76mm a čtyř 40mm kanónů, doplněnou o dva 7,7mm kulomety. Předpokládaný výtlak vzrostl na 1680 T a rychlost byla redukována na 35 uzlů (64,8 km/h).
Při realizaci byly 76 a 40mm kanóny vypuštěny.
Celkem bylo postaveno 24 jednotek ve třech sériích (型 gata), přičemž III. série o čtyřech jednotkách bývá někdy v literatuře označována za samostatnou třídu Akacuki. Prvních devět jednotek I. série mělo vedle předního komínu velké větráky pro odvětrávání kotelen. Uranami jako poslední jednotka I. série měl vyústění odvětrávání kotelen řešeno jako lem kolem předního komínu. Toto řešení převzaly všechny následující japonské torpédoborce. Třetí série je identifikovatelná podle užšího předního komínu.

## Konstrukce

### Můstek
Hlavní nástavba měla u I. série čtyři úrovně: dolní patro na přední palubě (首楼甲板 šuró kanpan), druhé patro horní můstkové paluby (上部艦橋 džóbu kankjó), můstek (羅針艦橋 rašin kankjó) a plošinu s dálkoměrem. Můstek byl uzavřený, což byla novinka, kterou po Fubuki následovaly i následující třídy japonských torpédoborců. Plošina nad můstkem byla částečně uzavřená a bylo jí možno zastřešit plachtou nataženou přes kovovou konstrukci. Obsahovala dvoumetrový a 66cm stereoskopický dálkoměr a zaměřovač 127mm děl (ovšem bez typické věžičky). Vedle plošiny s dálkoměrem se na střeše můstku nacházely dva 30cm světlomety.
Hlavní nástavba II. série měla pět úrovní. Spodní tři byly podobné (lišily se ale vnitřním uspořádáním) jako u I. série. Čtvrtou úroveň tvořila hlídková můstková paluba se čtyřmi 12cm dalekohledy a dvěma 30cm světlomety, kterou a bylo možno zastřešit plátěnou střechou na konstrukci. Pátou úrovní byla věžička prostředku řízení palby typu 91 pro 127mm děla s dvoumetrovým dálkoměrem na samostatné platformě za věžičkou.
Hlavní nástavba III. série měla rovněž pět úrovní a vycházela z nástavby II. série, od které se ale odlišovala vnitřním uspořádáním dolních tří pater a hlídkovou můstkovou palubou. Ta byla zastřešena pevnou střechou a obsahovala navíc dva torpédové zaměřovače typu 14. Dálkoměr za věžičkou zaměřovače typu 91 byl třímetrový.

### Pohon
Pohon zajišťovaly dvě sestavy parních turbín Kanpon. Každá sestava se skládala z jedné vysokotlaké a jedné nízkotlaké turbíny, které byly instalovány naproti sobě do páru a jedné „samostatné“ turbíny (turbína s vysoko i nízkotlakými stupni), které přes převodovku poháněly jednu hřídel. Každá sestava měla výkon 25 000 k (18 387,5 kW) při 400 otáčkách lodního šroubu za minutu. Každá sestava měla turbínu pro plavbu cestovní rychlostí, která byla přes převodovku napojena na „samostatnou“ turbínu. Toto uspořádání bylo mezi plavidly císařského námořnictva od torpédovek výše naprosto unikátní. Jedna sestava vážila 72 tun, přičemž 43 tun připadlo na turbíny a 29 tun na převodovky. Lodní šroub měl průměr 3,2 metrů a stoupání 3,7 metrů.
Obě sestavy turbín byly umístěny do dvou strojoven umístěných vedle sebe, které byly navzájem odděleny vodotěsnou přepážkou. Strojovny měly délku 22,4 metrů, celkovou šířku 10,25 metrů a výšku 6,0 metrů.
Sytou páru o tlaku 1,958 MPa generovaly vodotrubné kotle Ro-gó Kanpon šiki. Fubuki byly poslední japonské torpédoborce, jejichž turbíny poháněla sytá pára a neměly ani předehřívače vzduchu. I. a II. série měla čtyři kotle (každý o prázdné hmotnosti 51 tun), zatímco III. série měla pouze tři kotle. Sekce kotelen měla u I. a II. série celkovou délku 32,45 metrů, šířku 7,5 metrů a výšku 6,0 metrů.

### Výzbroj
Nové „speciální torpédoborce“ nesly výzbroj složenou ze šesti 127mm kanónů typu 3. roku ve třech uzavřených dvouhlavňových lafetacích: jedné na přídi a dvou na zádi. Nejednalo se ale o plnohodnotné dělové věže, neboť pod lafetací se nacházela pouze manipulační komora. Barbetou chráněné muniční výtahy, vedoucí až k muničním skladištím na skladovací palubě, chyběly. Na jednotkách I. série byla použita lafetace modelu A a od II. série nesly torpédoborce lafetace modelu B. Tato pozdější lafetace umožňovala i vedení protiletadlové palby, čímž se II. série třídy Fubuki stala prvními torpédoborci s víceúčelovou dělostřeleckou výzbrojí. Munice se k dělům dopravovala ze zásobníků pod každou lafetací, což usnadňovalo obsluhu (v porovnání s předchozími třídami).
Protiletadlovou výzbroj představovaly pouhé dva kulomety. Zpočátku se jednalo o kulomety ráže 7,7 mm, ale u pozdějších jednotek byly použity 13,2mm kulomety Hotchkiss/typ 93.
Torpédovou výzbroj představovalo zpočátku osmnáct 610mm torpéd typu 8 odpalovaných ze tří otočných trojhlavňových torpédometů modifikovaného modelu 1923 (devět torpéd bylo nabito v torpédometu a dalších devět bylo uloženo v zásobnících na palubě). Jeden torpédomet se nacházel na nástavbě mezi oběma komíny a zbývající dva na palubě za zadním komínem. Od roku 1933 byla torpéda typu 8 nahrazována výkonnějšími kyslíkovými torpédy typu 93.

## Pozdější modifikace
Incident 4. loďstva během tajfunu v září 1935 ukázal nedostatečnou pevnost konstrukce (nejenom) torpédoborců třídy Fubuki. Torpédoborce Júgiri a Hacujuki přišly ve vlnách o příď až po můstek, včetně přední dělové věže a osm dalších jednotek utrpělo zborcení plátů obšívky na přídi i zádi. To vedlo v období od 9. listopadu 1935 do konce roku 1938 k posílení konstrukce a přidání balastu. U jednotek III. série byla hlavní nástavba snížena o jednu úroveň odstraněním hlídkové paluby. Čtvrtou, nejvyšší, úroveň pak tvořily pouze 66cm dálkoměr, zaměřovač typu 94 pro 127mm děla ve věžičce a 3m dálkoměr na vrcholu věžičky zaměřovače.
V roce 1937 obdržely všechny zbývající torpédoborce dva 25mm dvoukanóny typu 96. Během války v Pacifiku se nadále posilovala protiletadlová a protiponorková výzbroj. Také se na přežívající jednotky začaly montovat radary: metrový přehledový radar 13-gó pro sledování vzdušných cílů a centimetrový přehledový radar 22-gó proti vzdušným i hladinovým cílům.

## Jednotky třídyFubuki
Torpédoborce třídy Fubuki byly zpočátku označovány číslem (například 第三十五号駆逐艦 Dai-sandžúgo-gó kučikukan ~ „torpédoborec č. 35“). V srpnu 1928 došlo k přejmenování, kdy byla jednotkám přidělena jména související s přírodními úkazy (mraky, sněhem, vlnami, mlhou,…).
I. série
| Číslo | Jméno           | Loděnice            | Položení kýlu   | Spuštění           | Přijetí do služby | Osud |
| ----- | --------------- | ------------------- | --------------- | ------------------ | ----------------- | --- |
| 35    | Fubuki (睦月)   | arzenál Maizuru     | 19. června 1926 | 15. listopadu 1927 | 10. srpna 1928    | 11. října 1942 potopen americkými křižníky a torpédoborci v bitvě u mysu Esperance                        |
| 36    | Širajuki (白雪) | arzenál Jokohama    | 19. března 1927 | 20. března 1928    | 18. prosince 1928 | 3. března 1943 potopen letadly v bitvě v Bismarckově moři                                                 |
| 37    | Hacujuki (初雪) | arzenál Maizuru     | 12. dubna 1927  | 29. září 1928      | 30. března 1929   | 17. července 1943 potopen letadly USAAF na Shortlandu                                                     |
| 38    | Mijuki (深雪)   | Uraga, Jokosuka     | 30. dubna 1927  | 29. června 1928    | 29. června 1929   | 29. června 1934 potopen po kolizi s torpédoborcem Inazuma jihozápadně od ostrova Čedžu                    |
| 39    | Murakumo (叢雲) | Fudžinagata, Ósaka  | 25. dubna 1927  | 27. září 1928      | 10. května 1929   | 12. října 1942 těžce poškozen letadly po bitvě u mysu Esperance a následně doražen torpédoborcem Širajuki |
| 40    | Šinonome (東雲) | arzenál Sasebo      | 12. srpna 1926  | 26. listopadu 1927 | 25. července 1928 | 17. prosince 1941 potopen holandským létajícím člunem u severního Bornea.                                 |
| 41    | Usugumo (薄雲)  | Išikawadžima, Tokio | 21. října 1926  | 26. prosince 1927  | 26. července 1928 | 5. července 1944 potopen ponorkou USS Skate v Ochotském moři                                              |
| 42    | Širakumo (白雲) | Fudžinagata, Ósaka  | 27. října 1926  | 27. prosince 1927  | 28. července 1928 | 16. března 1944 potopen ponorkou USS Tautog východně od Hokkaidó                                          |
| 43    | Isonami (磯波)  | Uraga, Jokosuka     | 18. října 1926  | 24. listopadu 1927 | 30. června 1928   | 9. dubna 1943 potopen ponorkou USS Tautog u jihovýchodního pobřeží ostrova Wangi-wangi                    |
| 44    | Uranami (浦波)  | arzenál Sasebo      | 28. dubna 1927  | 29. listopadu 1928 | 30. června 1929   | 26. října 1944 potopen letadly TF 77.4.2 v průlivu Jintotolo                                              |

II. série
| Číslo | Jméno           | Loděnice            | Položení kýlu      | Spuštění           | Přijetí do služby  | Osud |
| ----- | --------------- | ------------------- | ------------------ | ------------------ | ------------------ | --- |
| 45    | Ajanami (綾波)  | Fudžinagata, Ósaka  | 20. ledna 1928     | 5. října 1929      | 30. dubna 1930     | 15. listopadu 1942 těžce poškozen během druhé námořní bitvy u Guadalcanalu a následně doražen torpédoborcem Uranami |
| 46    | Šikinami (敷浪) | arzenál Maizuru     | 6. července 1928   | 22. června 1929    | 24. prosince 1929  | 12. září 1944 potopen ponorkou USS Growler jižně od Hongkongu                                                       |
| 47    | Asagiri (朝霧)  | arzenál Sasebo      | 12. prosince 1928  | 18. listopadu 1929 | 30. června 1930    | 28. srpna 1942 potopen letadly USMC severovýchodně od ostrova Santa Isabel                                          |
| 48    | Júgiri (夕霧)   | arzenál Maizuru     | 1. dubna 1929      | 12. května 1930    | 3. prosince 1930   | 26. listopadu 1943 potopen americkými torpédoborci v bitvě u mysu svatého Jiří                                      |
| 49    | Amagiri (天霧)  | Išikawadžima, Tokio | 28. listopadu 1928 | 27. února 1930     | 10. listopadu 1930 | 23. dubna 1944 najel na minu v Makassarském průlivu                                                                 |
| 50    | Sagiri (狭霧)   | Uraga, Jokosuka     | 28. března 1929    | 23. prosince 1929  | 30. ledna 1931     | 24. prosince 1941 potopen ponorkou Hr. Ms. K XVI u Kuchingu                                                         |
| 51    | Oboro (朧)      | arzenál Sasebo      | 29. listopadu 1929 | 8. listopadu 1930  | 31. října 1931     | 17. října 1942 potopen letadly USAAF severovýchodně od ostrova Kiska                                                |
| 52    | Akebono (曙)    | Fudžinagata, Ósaka  | 25. října 1929     | 7. listopadu 1930  | 31. července 1931  | 14. listopadu 1944 potopen letadly USAAF v Manilské zátoce                                                          |
| 53    | Sazanami (漣)   | arzenál Maizuru     | 21. února 1930     | 6. června 1931     | 19. května 1932    | 14. ledna 1944 potopen USS Albacore jihovýchodně od ostrova Yap                                                     |
| 54    | Ušio (潮)       | Uraga, Jokosuka     | 24. prosince 1929  | 17. listopadu 1930 | 14. listopadu 1931 | 15. září 1945 vyřazen po kapitulaci, sešrotován 1948                                                                |

III. série
| Jméno        | Loděnice           | Položení kýlu  | Spuštění        | Přijetí do služby  | Osud |
| ------------ | ------------------ | -------------- | --------------- | ------------------ | --- |
| Akacuki (暁) | arzenál Sasebo     | 17. února 1930 | 7. května 1932  | 30. listopadu 1932 | 13. listopadu 1942 potopen během první námořní bitvy u Guadalcanalu                                                        |
| Hibiki (響)  | arzenál Maizuru    | 21. února 1930 | 16. června 1932 | 31. března 1933    | 5. října 1945 vyřazen po kapitulaci Japonska. Později repatriační plavidlo a 5. dubna 1947 předán sovětskému námořnictvu   |
| Ikazuči (雷) | Uraga, Jokosuka    | 7. března 1930 | 22. října 1931  | 15. srpna 1932     | 13. dubna 1944 potopen ponorkou USS Harder jižně od Guamu                                                                  |
| Inazuma (電) | Fudžinagata, Ósaka | 7. března 1930 | 25. února 1932  | 15. listopadu 1932 | 14. května 1944 potopen ponorkou USS Bonefish u severovýchodního pobřeží Bornea v průlivu mezi Suluským a Celebeským mořem |